# Michael Hummelberger
Michael Hummelberger ou Humelberg (1487-1527) est un humaniste et philologue allemand.

## Biographie
Né à Ravensbourg en 1487, fils d’un épicier et membre du Conseil de Ravensbourg, et d’Anna, une dinandière originaire de Bludenz (Autriche), il est le frère de Gabriel Humelberg (Hummelberger), humaniste et botaniste allemand mort en 1544.
Après des études à l’école latine de Ravensburg, devenu bachelier ès-arts en 1503, il s’inscrit à l’Université de Heidelberg (1503-1506) puis à l’Université de Paris (1506-1511), où il devient l’ami de Beatus Rhenanus, célèbre écrivain, éditeur et avocat humaniste. Ses principaux maîtres en hellénisme furent Georges Hermonyme, François Tissard et Jérôme Aléandre l'Ancien.
En 1511, il édite les Disputationes Camaldulenses [Disputations camalduléennes] de Cristoforo Landino, et aide Jacques Lefèvre d'Étaples dans un certain nombre d’éditions.
Licencié dès 1512 puis maître-ès arts, il étudie ensuite le droit canonique à l’Université de Rome (1514-1517).
Il est ordonné prêtre, en 1518, à Constance (Allemagne). En 1521, on le retrouve, en fonction de chapelain à l’église Saint-Michel de Ravensbourg.
Resté catholique malgré une certaine sympathie pour Luther et Ulrich Zwingli, il meurt le 19 mai 1527.
Connu pour sa correspondance avec de nombreux humanistes comme Konrad Peutinger, Johannes Reuchlin, Érasme de Rotterdam ou Thomas Anshelm de Baden-Baden, il a écrit une fameuse grammaire grecque, publiée à titre posthume (en 1532) par Beatus Rhenanus : l’Epitome grammaticæ Græcæ [Abrégé de grammaire grecque], mais il s’intéressait à des domaines aussi variés que la théologie, la toponymie ou la poésie.